# Newtonteleskop

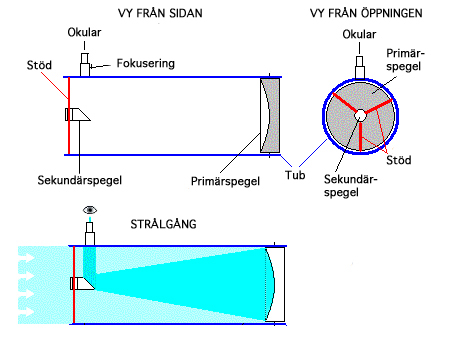
Newtonteleskop. Konstruktion och strålgång.

Newtonteleskop är en typ av reflektionsteleskop som uppfanns av den brittiske vetenskapsmannen Sir Isaac Newton. Teleskopen använder sig av två reflektorer, eller speglar, där den största spegeln, kallad primärspegel är konkav och den mindre spegeln, sekundärspegeln, är en plan spegel som monteras diagonalt. Newtons första spegelteleskop stod färdigt 1668 och är det första kända reflektorteleskopet. Eftersom Newtonteleskopets konstruktion är mycket enkel är det en populär design hos amatörastronomer som bygger egna teleskop.

## Historik
Newtons idé för ett reflektionsteleskop var inte ny. Både Galileo Galilei och Giovanni Francesco Sagredo hade tidigare diskuterat speglar som objektiv istället för linser som används i det då nyligen uppfunna refraktorteleskopet. Även andra, såsom Niccolò Zucchi, hävdade att de experimenterat med reflektorer så tidigt som 1616. Newton kan till och med ha läst James Gregorys bok Optica Promota från 1663, som beskriver "Gregoryteleskopet", ett reflektionsteleskop konstruerat med konkava speglar, ett teleskop som Gregory själv misslyckats med att bygga.

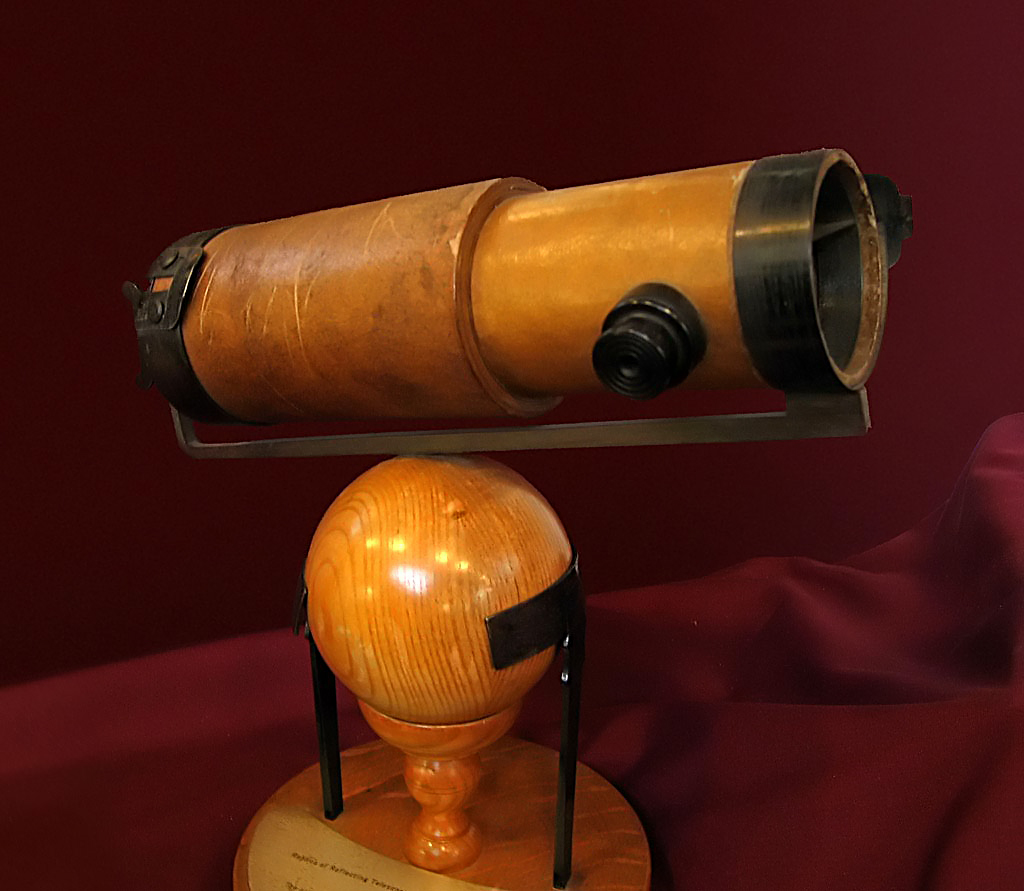
En kopia av Newtons andra reflektionsteleskop, den modell han 1672 visade för Royal Society.

Newton byggde sitt reflektionsteleskop för att han hoppades att det kunde bevisa hans teori om att vitt ljus innehåller ett spektrum av färger. Färgdistorsion (kromatisk aberration) var det största problemet med dåtidens refraktorteleskop och det fanns många teorier om orsaken till detta. I mitten på 1660-talet med utgångspunkt från sin färgteori drog han slutsatsen att denna defekt berodde på att linserna i refraktionsteleskopen fungerade som de prismor han experimenterade med och orsakade att ljuset bröts upp i sina färgbeståndsdelar och bildade regnbågsfärgade ringar runt ljusstarka astronomiska objekt. Om detta stämde skulle man kunna helt undvika aberrationen genom att inte använda linser - ett reflekterande teleskop.
På hösten 1668 byggde Newton sitt första reflektorteleskop. Han använde en legering av tenn och koppar för primärspegeln. Senare utvecklade han metoder för att ge spegeln dess form och kan mycket väl ha varit den första att använda beck som läppningsmaterial  för att polera spegelytan. För att förenkla tillverkningen valde han att använda en sfärisk form på spegeln istället för parabolisk, och även om detta introducerade sfärisk aberration så korrigerade det i alla fall den kromatiska aberrationen. Newton byggde sedan till den detalj som är utmärkande för denna typ av teleskop - en plan sekundärspegel diagonalt monterad nära primärspegelns brännpunkt så att ljusstrålarna reflekteras vinkelrätt ut från teleskopet och in i ett okular på dess sida. Detta tillägg innebar minimal blockering av primärspegeln. Han tillverkade även teleskoptuben, foten och diverse monteringsdetaljer. Newtons första version hade en primärspegel på 1,3 tum (33 millimeter) och en fokallängd på f/5, dvs ungefär 165 mm. Han märkte att teleskopet inte hade någon kromatisk aberration, och han kunde se de fyra Galileiska månarna och Venus faser. Newtons vän Isaac Barrow visade ett andra teleskop för en liten samling medlemmar av Royal Society of London mot slutet av 1671. De blev så imponerade att de i sin tur visade teleskopet för kung Karl II av England i januari 1672. Senare samma år blev Newton medlem i Royal Society.
Liksom sin föregångare Gregory, insåg Newton att det var svårt att konstruera en effektiv reflektor. Det visade sig svårt att slipa spegelytan till en jämn kurva. Reflektorns yta korroderade även snabbt, vilket i samband med teleskopets ringa storlek ledde till att teleskopet, jämfört med samtida refraktorteleskop, tedde sig mörkare. På grund av dessa problem anammades Newtons reflektorteleskop till en början mycket långsamt. 50 år senare, 1721, byggde John Hadley en mycket förbättrad modell som han också visade för Royal Society. Hadley hade löst många av svårigheterna med att slipa en parabolisk spegel. Hans Newtonteleskop hade en primärspegel som var 6 tum i diameter (152 mm) och visade sig konkurrenskraftigt jämfört med samtida refraktorteleskop. Storleken på reflektorteleskopen växte sedan mycket snabbt med en dubblering av primärspegeldiametern ungefär vart 50:e år.

## Dobsonteleskop

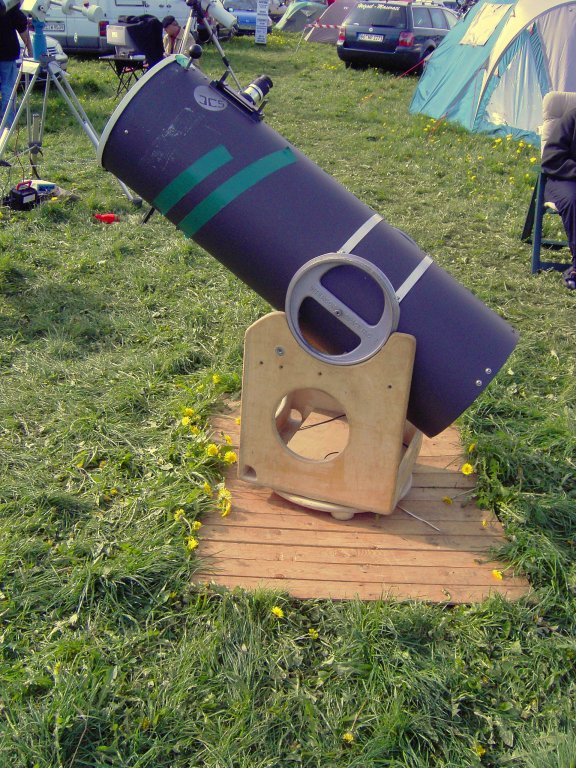
Ett hembyggt dobsonteleskop

Ett Dobsonteleskop är en typ av Newtonteleskop som först formgavs av amatörastronomen John Dobson på 1960-talet och då kallades trottoarteleskop (eng sidewalk telescope). Teleskopet monteras på ett altazistativ och är på grund av sin enkla design lämpligt för hemmabyggare. Tack vare användning av vanligt förekommande material kan teleskop med relativt stora objektiv byggas till blygsamt pris. Teleskopet kan användas för att se ljussvaga fenomen såsom nebulosor. Primärspeglar syns oftast i storlekar såsom 100 mm (4 tum) up till 460 mm (18 tum) och i vissa fall även större.

## Fördelar med Newtonteleskopet

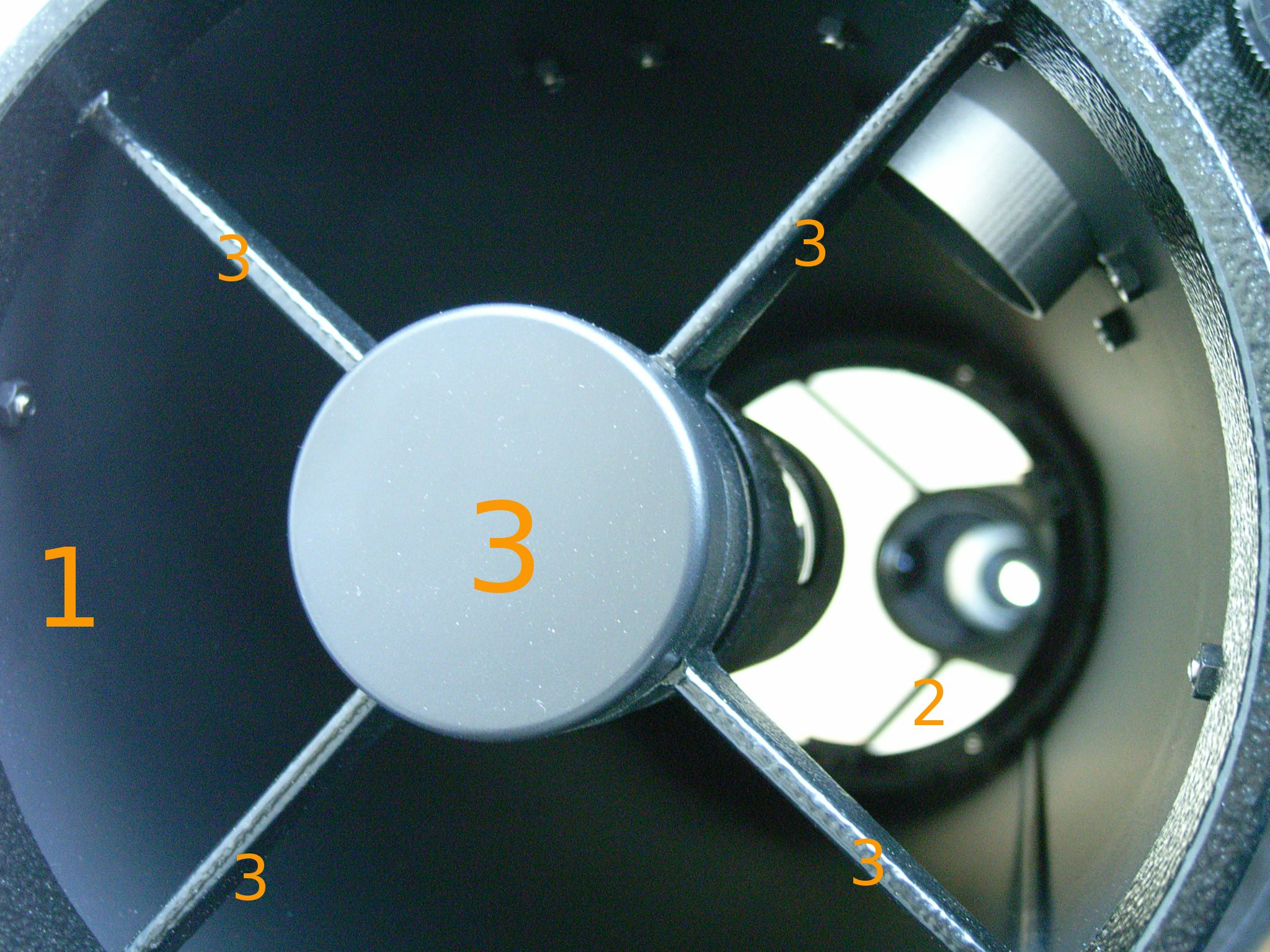
Optiken hos ett Newtonteleskop som visar tuben (1), primärspegeln (2), och stödet för sekundärspegeln (på engelska även kallad "spider") (3).

- De lider inte av kromatisk aberration, något som refraktorteleskop dras med.
- Newtonteleskop är ofta billigare för motsvarande objektivdiameter (eller bländaröppning) jämfört med andra teleskoptyper.
- Eftersom det bara är en yta som måste slipas till en speciell form är tillverkning enklare och billigare än andra typer (som till exempel Gregorianska eller Cassegrainreflektorteleskop).
- En kort brännvidd kan lättare uppnås, vilket leder till vidare synfält.
- Okularet monteras nära toppen av teleskopet, vilket i kombination med korta brännvidder medger kompakta och portabla system.

## Nackdelar med Newtonteleskopet
- Newtonteleskop, likt andra reflektorteleskop med paraboliska speglar, lider av koma, vilket är en aberration som manifesterar droppformade, kometliknande, avbildningar i synfältets utkanter.

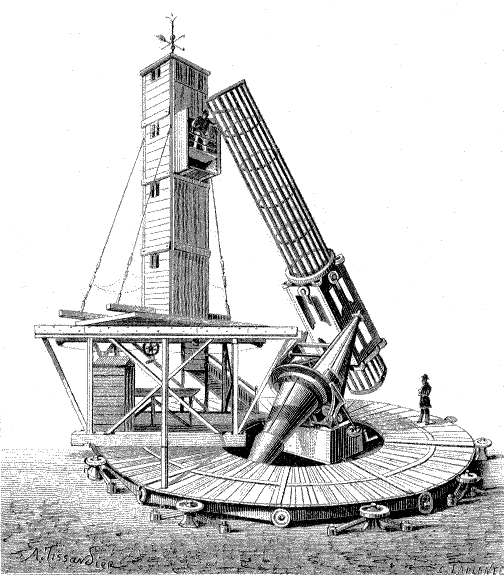
Ett stort Newtonreflektorteleskop från 1873 med plattform för att kunna nå okularet.

- Primärspegeln blockeras delvis av sekundärspegeln och dess monteringsanordning. Diffraktion från monteringsanordningens stödben kan även orsaka minskad kontrast. Visuellt kan dessa effekter minskas genom att använda en två- eller trebent kurvad anordning.
- För portabla Newtonteleskop kan kollimering vara ett problem. Stötar från transport kan få de två speglarna att röra sig, och detta innebär att teleskopet måste justeras efter varje transport. Med kommersiellt tillgängliga kollimeringsverktyg underlättas dock detta arbete.
- Fokusplanet är asymmetriskt placerat nära teleskopets topp, och detta kan göra åtkomst till okularet svårt för vissa vinklar.[14]. För mycket stora teleskop måste man även betänka placering av motvikter.

## Galleri

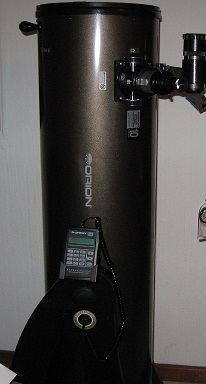
Newtonreflektor
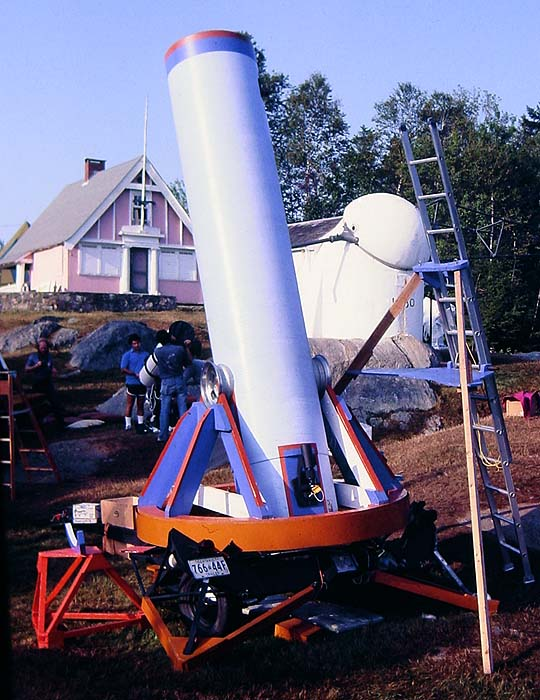
Mycket stort vagnsmonterat Newtonteleskop med stege
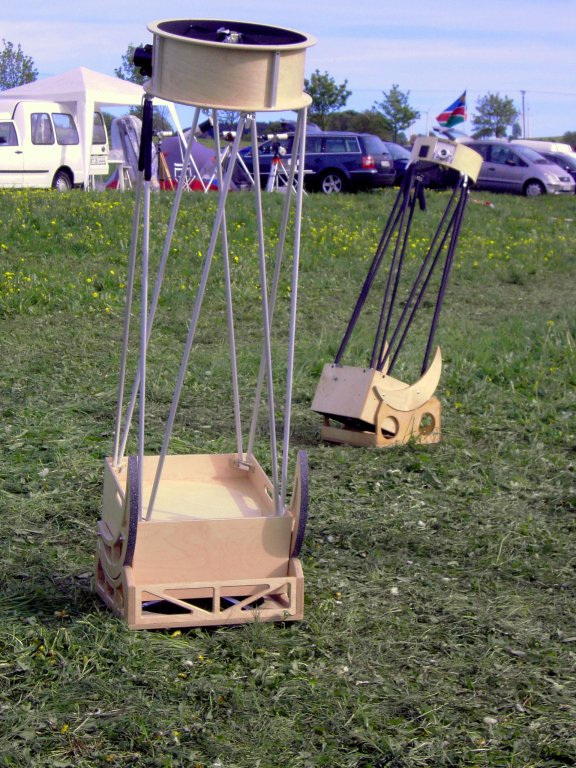
Newtonteleskop med fackverkstub (här ett Dobsonteleskop)
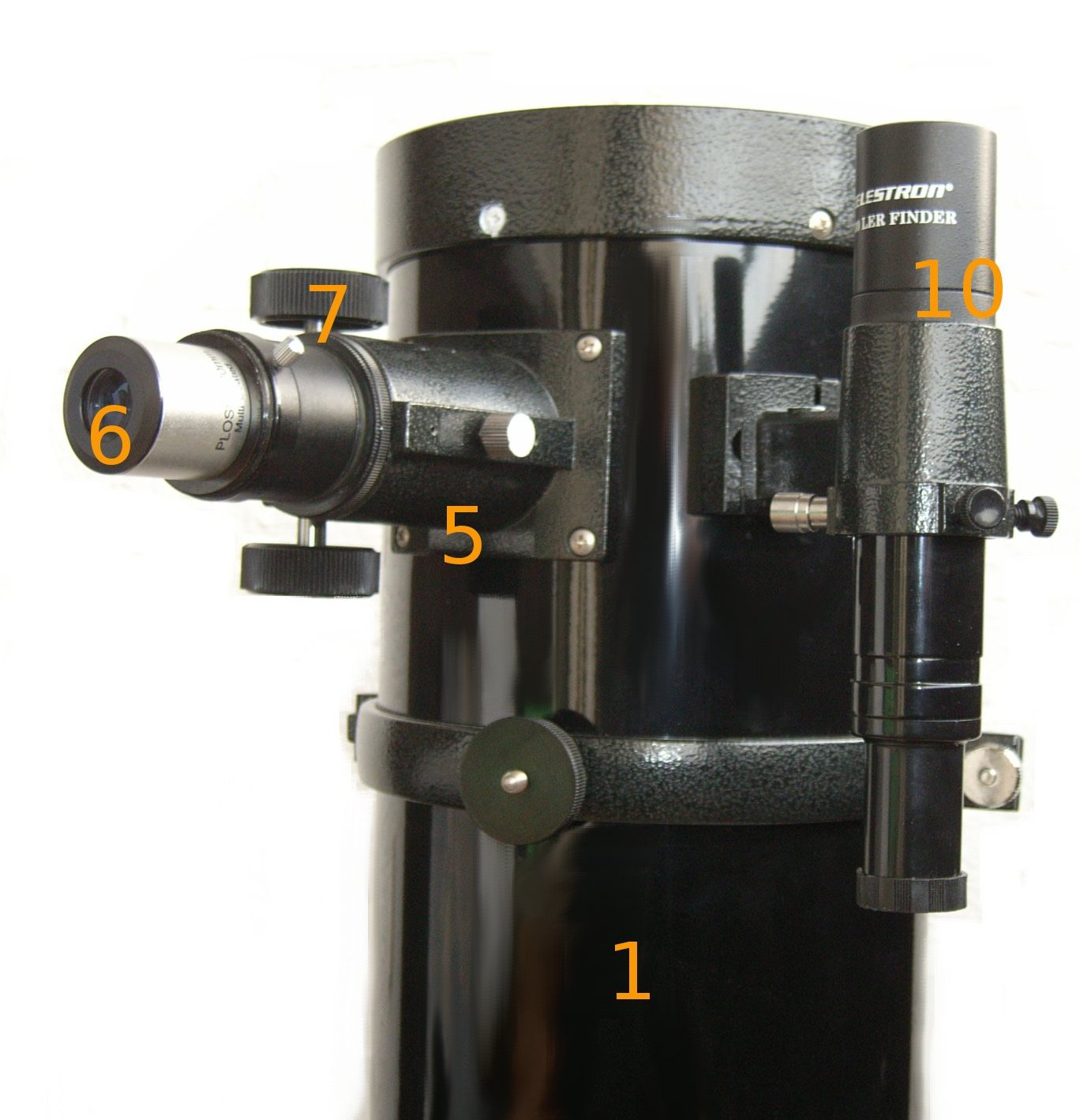
Okularets placering på ett Newtonteleskop
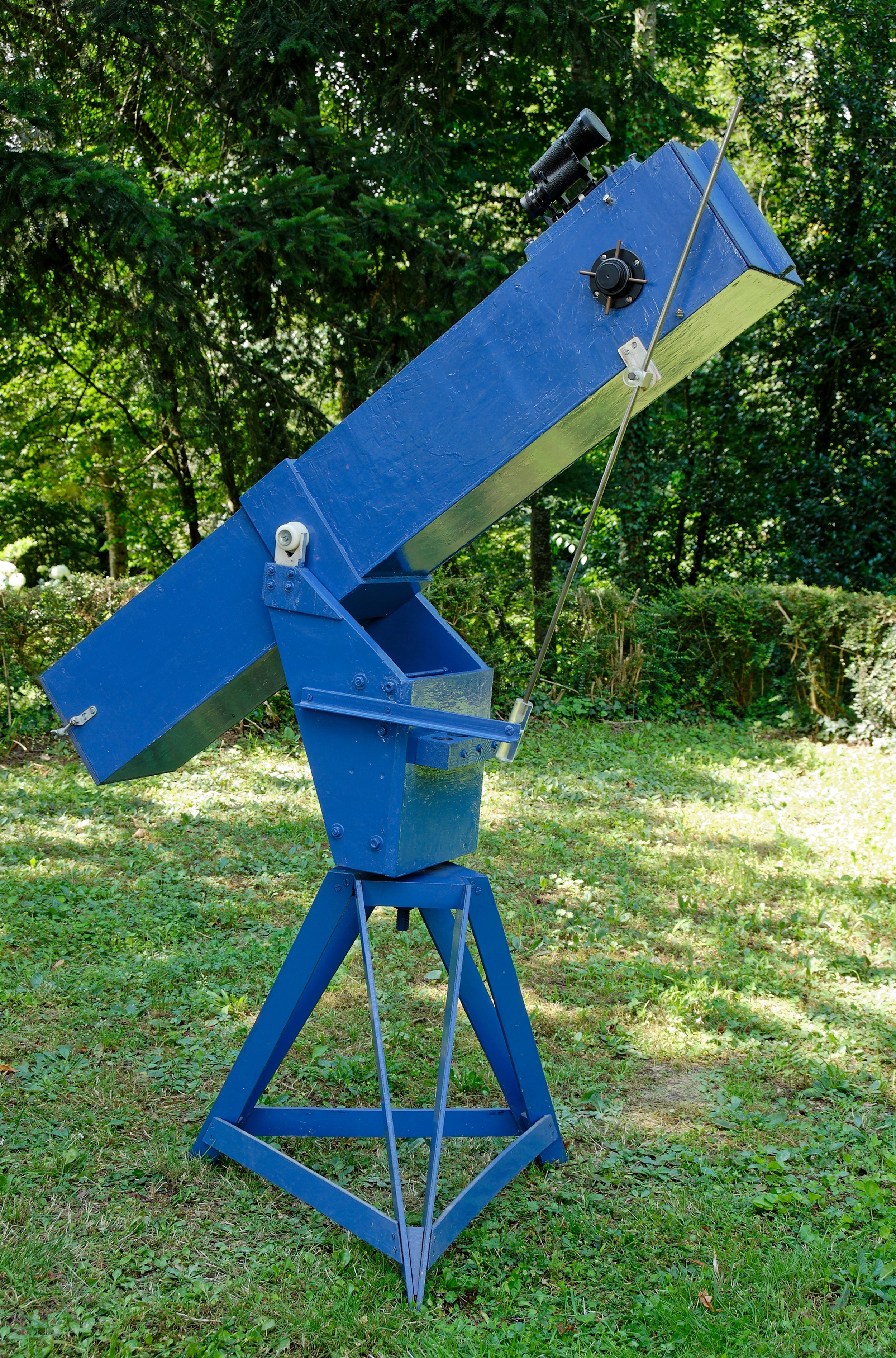
Amatörbyggt Newtonteleskop på 150 mm
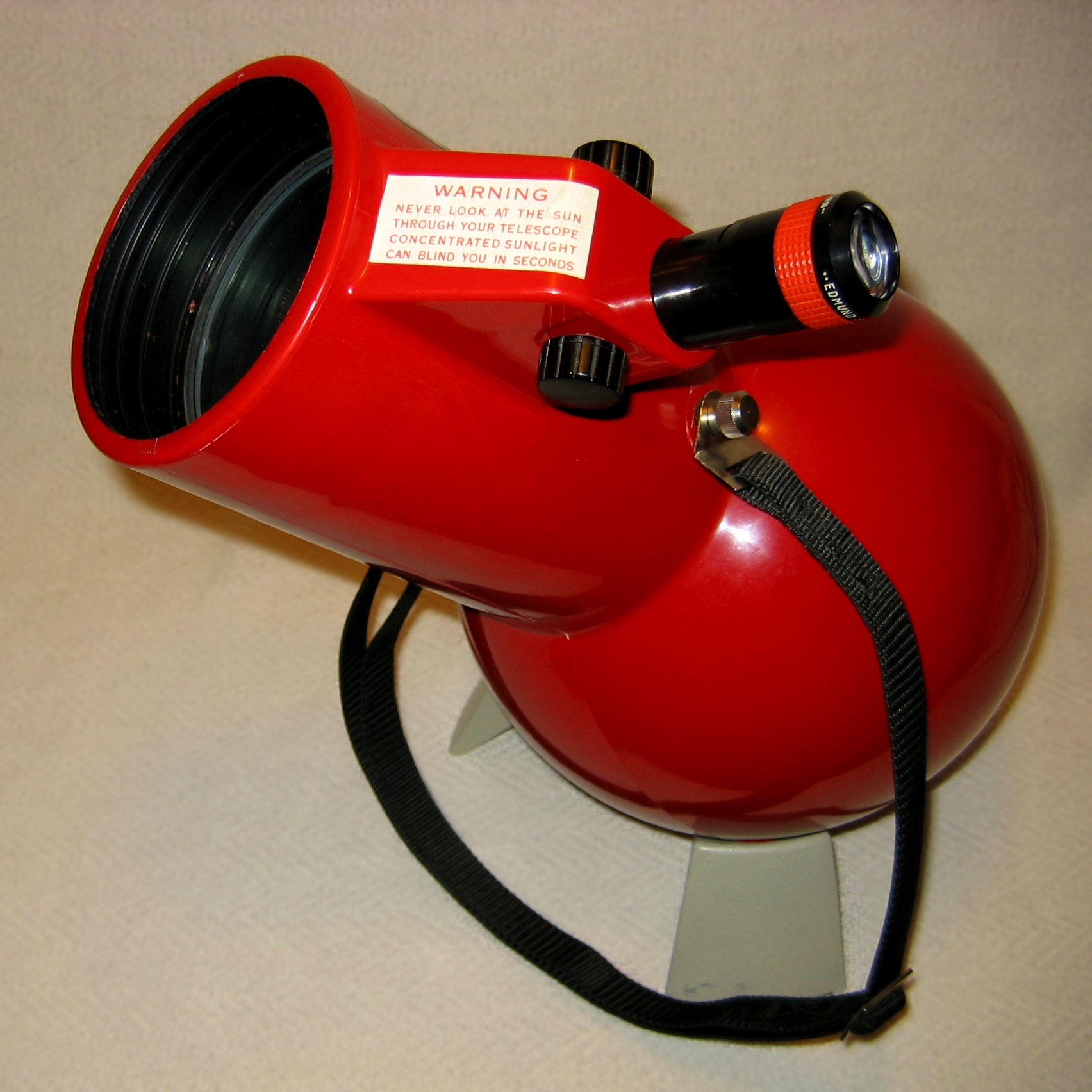
Astroscan, ett kommersiellt Newtonteleskop med vitt synfält
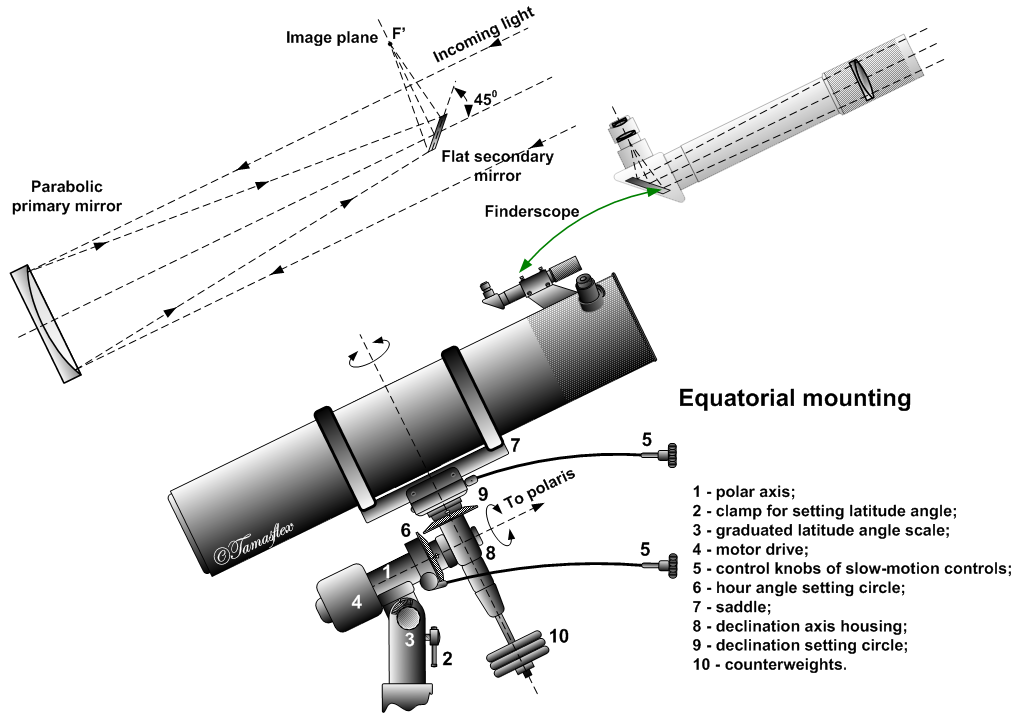
Diagram av ett kommersiellt Newtonteleskop
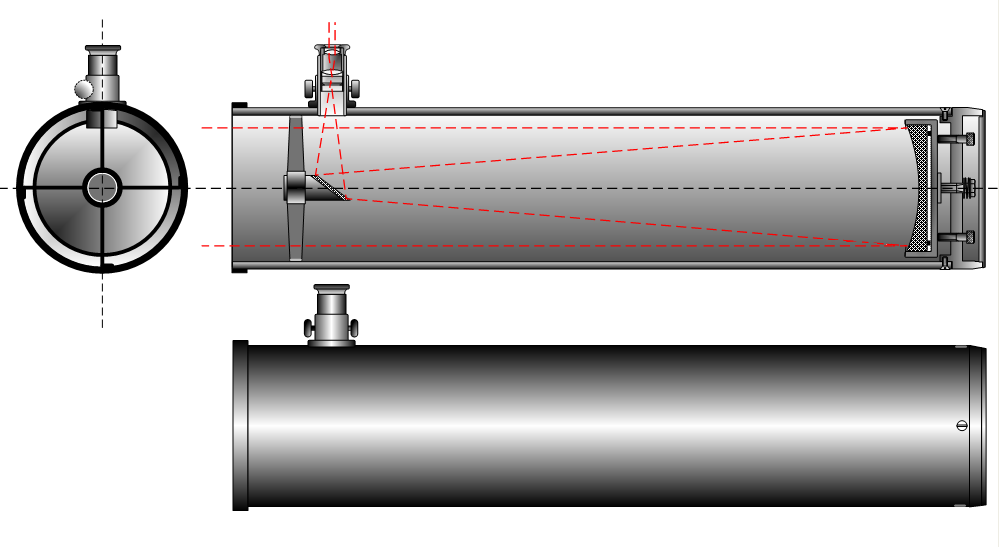
Diagram över kommersiellt amatörteleskop